# Embajada de Argentina en Canadá
La Embajada de la República Argentina en Canadá (en inglés: Embassy of the Argentine Republic in Canada) es la misión diplomática de Argentina en Canadá. Se encuentra en el número 81 de la calle Metcalfe en Ottawa, la capital canadiense. Desde 2021 la embajadora designada es Josefina Martínez Gramuglia.
Las otras misiones diplomáticas de Argentina en Canadá son los Consulados Generales en Toronto y Montreal.